# Schluchsee (meer)
De Schluchsee is een stuwmeer in de buurt van St. Blasien in het district Breisgau-Hochschwarzwald in de Duitse deelstaat Baden-Württemberg.
Het is het grootste van het Zwarte Woud.

## Ligging
De oorspronkelijke Schluchsee was, voor hij werd afgedamd, een gletsjermeer waarvan het niveau 30 meter lager lag dan de huidige waterspiegel. De huidige afmetingen zijn 7,3 km bij 1,4 km met een maximale diepte van 61 m. Aan- en afvoer gebeurt door de Schwarza. Met een peil van 930 m is het de hoogstgelegen stuw van Duitsland.
De Schluchsee maakt deel uit van een groep waterkrachtcentrales (Schluchseewerk genaamd), een door pompstations verbonden netwerk van stuwmeren op verschillende hoogtes, dat zich uitstrekt van Häusern tot Waldshut.
De bekendste plaatsen aan de Schluchsee bevinden zich op de noordoever, met name de gemeente Schluchsee met de dorpen Seebrugg en Aha.
De Dreiseenbahn, een uitbreiding van de Höllentalbahn, verbindt het station van Titisee met Seebrugg, en loopt eveneens langs de noordoever.

## Geschiedenis

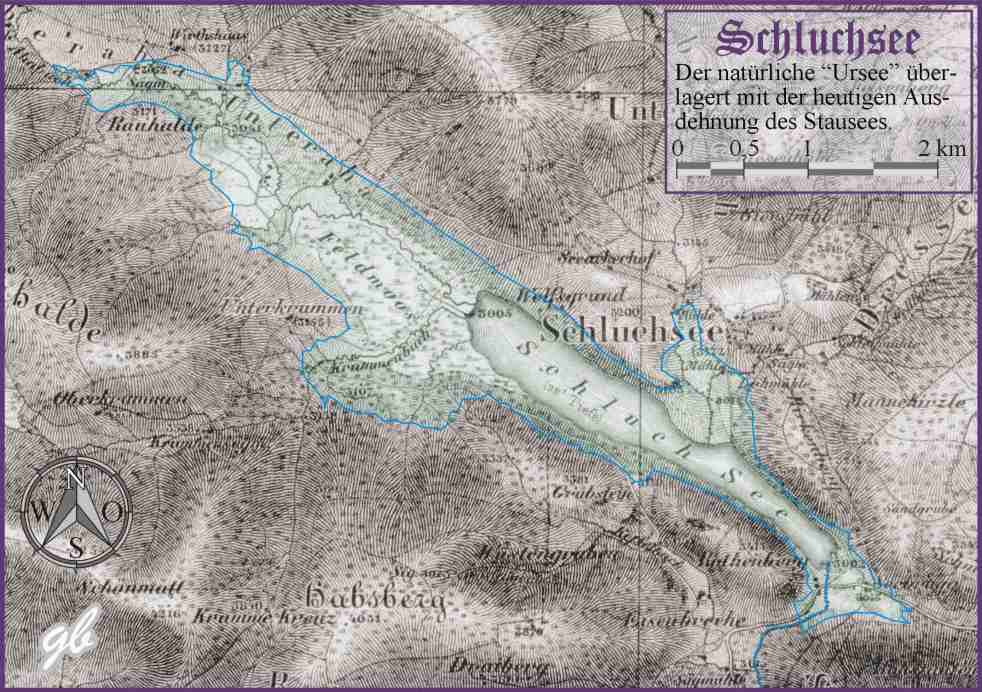
De oorspronkelijke Schluchsee met het hoogveen "Feldmoos", met daarover de huidige omtrek getekend.

De 63 meter hoge dam werd tussen 1929 en 1932 opgericht uit beton met hoge dichtheid. Daartoe moest het peil van het bestaande meer eerst met 13 meter zakken, wat in 1930 gebeurde. Daarbij werden sporen gevonden die aantonen dat reeds rond het jaar 650 op het meer gevaren werd. Op de westelijke oever werd graniet gewonnen voor de bouwwerken.
In 1983 liet men voor onderhoudswerken het volledige stuwmeer leeglopen. Visserij, zeilen en baden werden onmogelijk, wat voor het toerisme zeer schadelijk zou geweest zijn, ware het niet dat het "lege" meer ook veel bezoekers lokte, onder andere omdat resten van de onder water gezette gebouwen terug zichtbaar werden.
Recenter deden zich wel conflicten voor tussen de gemeente en het energiebedrijf over het waterpeil in de zomer. Het energiebedrijf wil een optimale benutting van de capaciteit, wat tot een lager peil in de zomer leidt, terwijl de gemeente voor het toerisme een quasi constant peil vraagt.

## Toerisme

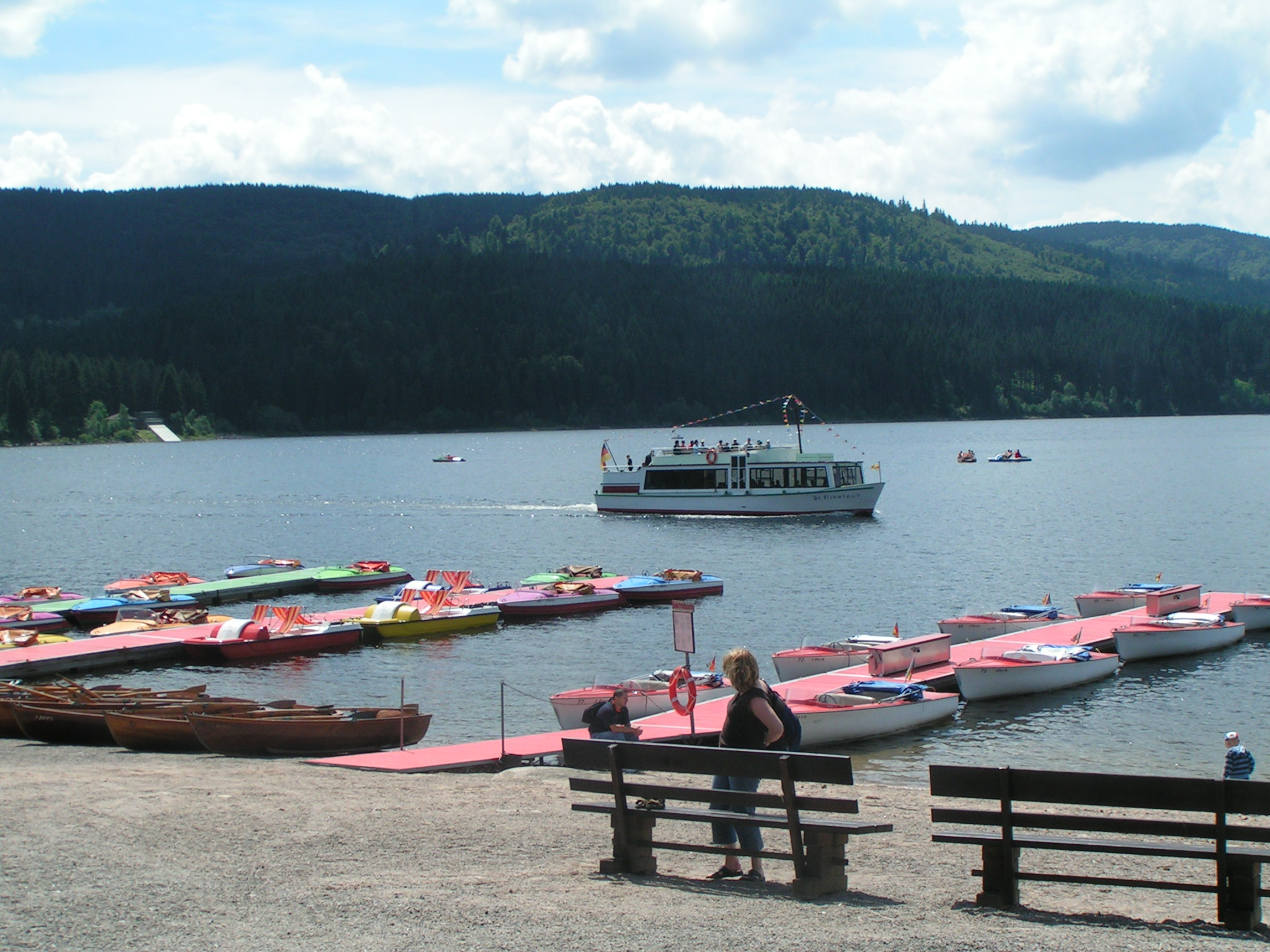
Toerisme aan de Schluchsee

Door de hoogteligging is het water in de zomer relatief koel. Vooral voor baden en zeilen is het meer geliefd. In tegenstelling tot de Titisee zijn vrijwel alle oevers goed bereikbaar.
Er zijn talrijke wandelwegen, waaronder een 18 km lange oeverwandeling om het meer.
Van mei tot oktober kan dit gecombineerd worden met trajecten van de toeristische lijnboot "St. Nikolaus".